# آدونیس هیلاریو
آدونیس هیلاریو (انگلیسی: Adonis Hilario؛ زادهٔ ۱۹۶۵ یا ۱۹۶۶) بازیکن فوتبال اهل برزیل است.
از باشگاه‌هایی که در آن بازی کرده‌است می‌توان به باشگاه فوتبال بوتافوگو اشاره کرد.